# Emplectonema kandai
Emplectonema kandai là một loài giun ruy băng biển, được tìm thấy ở vịnh Aomori ở độ sâu 35-40 mét, cuộn mình trên những con con mực biển Chelyosoma. Chúng có màu đỏ cam, nhiều mắt,  có chiều dài khác nhau từ 53 đến 115 cm và có đường kính dao động từ khoảng 0,5-0,7mm, khi kéo giãn. Đây là loài phát quang sinh học duy nhất được biết đến hiện nay của chi Emplectonema và là loài giun ruy băng phát quang sinh học duy nhất từng được biết đến. E. kandai lóe sáng rực rỡ trong một chất phát quang bên trong (không tiết), nhưng chỉ khi bị kích thích. Các kích thích có thể là cơ học, hóa học, nhiệt hoặc điện. Màu sắc phát quang của chúng là màu trắng xanh.